# Hoferhof
Hoferhof ist ein Weiler, der zur Ortsgemeinde Dielkirchen im rheinland-pfälzischen Donnersbergkreis gehört.

## Lage
Hoferhof liegt im Nordpfälzer Bergland drei Kilometer nordöstlich der Kerngemeinde.

## Geschichte
Der Hoferhof wurde erstmals im Jahr 1366 urkundlich erwähnt. Bis zum 17. Jahrhundert hieß er Oberhof, woraus durch Sprachwandel schließlich Hoferhof wurde.
1861 hatte Hoferhof 30 Einwohner und 13 Gebäude, alle Einwohner waren protestantisch und gehörten zur Pfarrei Dielkirchen.

## Infrastruktur
Der Ort ist über die Kreisstraße 31 an das Straßennetz angebunden.